# Wilhelm Friedrich Ernst Bach
Wilhelm Friedrich Ernst Bach (Buckeburgo, 27 de maio de 1759 — Berlim, 25 de dezembro 1845), foi um compositor alemão, filho de Johann Christoph Friedrich Bach (o Bach de Buckeburgo) e o único neto de Johann Sebastian Bach a ganhar fama como compositor.  
Não deve ser confundido com Wilhelm Friedemann Bach, seu tio, também compositor.
Wilhelm Friedrich Ernst recebeu formação musical de seu pai e de seu tio, Carl Philipp Emanuel Bach. Posteriormente foi a Inglaterra, onde foi também orientado na música por outro tio, Johann Christian Bach. Permaneceu na Inglaterra por alguns anos antes de regressar à Alemanha. Foi Diretor Musical de Minden em 1786, e de 1788 até 1811 ocupou o mesmo cargo em Berlim com a bênção do Rei Frederico Guilherme II da Prússia.
Wilhelm Friedrich Ernst se casou duas vezes. Ele teve duas filhas com sua primeira esposa, que morreu jovem, e um filho com sua segunda esposa. Sua morte aos 86 anos, em 1845, pôs fim a longa dinastia musical da Família Bach, que perdurara por 250 anos.
Na inauguração do Monumento Bach em Leipzig em 23 de abril de 1843, Wilhelm Friedrich Ernst conheceu Robert Schumann. Schumann mais tarde o descreveu como "um velho cavalheiro de 84 anos muito ágil, com cabelos brancos como a neve e expressivos recursos". 
Uma de suas mais notáveis composições foi o concerto para piano a seis mãos Das Dreyblatt. Ele o concebeu para ser executado por um homem bem grande sentado entre duas pequenas mulheres, sendo que o homem se ocuparia das partes externas do teclado, com seus braços por trás das mulheres, enquanto elas se ocupariam do centro do teclado. 
Escreveu ainda várias sonatas para piano, lieder, concertos, sinfonias e suítes.